# Vasomotor
Vasomotor refererer til effekter på en blodåre, som ændrer blodårens diameter.
Mere specifikt kan effekten være vasodilatation eller vasokonstriktion.